# Дискография Кати Адушкиной
Дискография российского видеоблогера Кати Адушкиной включает в себя два студийных и один мини-альбомов одно муд видео десять лирик видео четырнадцать видеоклипов и двадцать восемь синглов.

## Альбомы

### Студийные альбомы
| Название   | Детали                                                                     |
| ---------- | -------------------------------------------------------------------------- |
| «МАЛЭНКИЙ» | - Релиз: 28 февраля 2020 - Лейбл: DNK Music - Формат: цифровая дистрибуция |
| «Школьный» | - Релиз: 26 марта 2021 - Лейбл: DNK Music - Формат: цифровая дистрибуция   |

### Мини-альбомы
| Название | Детали                                                                    |
| -------- | ------------------------------------------------------------------------- |
| «.АНДО»  | - Релиз: 19 апреля 2019 - Лейбл: DNK Music - Формат: цифровая дистрибуция |

## Синглы
| Год                                             | Название                                                | Чарты                           | Чарты                   | Чарты         | Альбом                 |
| Год                                             | Название                                                | СНГ                             | СНГ                     | СНГ           | Альбом                 |
| Год                                             | Название                                                | TopHit Top Radio & YouTube Hits | TopHit Top YouTube Hits | Zvooq. online | Альбом                 |
| ----------------------------------------------- | ------------------------------------------------------- | ------------------------------- | ----------------------- | ------------- | ---------------------- |
| 2018                                            | «Лимонад»                                               | 246                             | 37                      | —             | Внеальбомные синглы    |
| 2018                                            | «Всё Моё» (совместно с ANIVAR и Никитой Морозовым)      | —                               | —                       | —             | Внеальбомные синглы    |
| 2018                                            | «ЗАЖИГАЙ!»                                              | —                               | 156                     | —             | Внеальбомные синглы    |
| 2018                                            | «Beauty Bomb»                                           | 218                             | 47                      | —             | Внеальбомные синглы    |
| 2018                                            | «НГ»                                                    | —                               | —                       | 8             | Внеальбомные синглы    |
| 2019                                            | «Каждый день»                                           | —                               | —                       | —             | Внеальбомные синглы    |
| 2019                                            | «Мечтай»                                                | —                               | —                       | —             | Внеальбомные синглы    |
| 2020                                            | «ВХПМП»                                                 | —                               | —                       | —             | «МАЛЭНКИЙ»             |
| 2020                                            | «Малэнкий малчик»                                       | —                               | —                       | —             | «МАЛЭНКИЙ»             |
| 2020                                            | «Розы» (совместно с Мишей Смирновым)                    | —                               | —                       | —             | Внеальбомные синглы    |
| 2020                                            | «Boo»                                                   | —                               | —                       | —             | Внеальбомные синглы    |
| 2020                                            | «ЧС» (при участии RUS)                                  | —                               | —                       | —             | Внеальбомные синглы    |
| 2020                                            | «Не переживай» (при участии Евы Тимуш)                  | —                               | —                       | —             | Внеальбомные синглы    |
| 2020                                            | «Больно»                                                | —                               | —                       | —             | Внеальбомные синглы    |
| 2021                                            | «Краш Тест»                                             | —                               | —                       | —             | «Школьный»             |
| 2021                                            | «Сладкий»                                               | —                               | —                       | —             | Внеальбомные синглы    |
| 2021                                            | «Катя, возьми телефон» (совместно с Владом Соколовским) | —                               | —                       | —             | Внеальбомные синглы    |
| 2021                                            | «Антисошл»                                              | —                               | —                       | —             | Внеальбомные синглы    |
| 2022                                            | «Паранойя»                                              |                                 |                         |               | Внеальбомные синглы    |
| 2023                                            | «Целуй»                                                 |                                 |                         |               | «Целуй» (макси-синглы) |
| 2023                                            | «Целуй (Speed up)» (совместно с Hofmannita)             |                                 |                         |               | «Целуй» (макси-синглы) |
| 2023                                            | «Сильные девочки»                                       |                                 |                         |               | Внеальбомные синглы    |
| 2024                                            | «Танцетерапия»                                          |                                 |                         |               | Внеальбомные синглы    |
| 2024                                            | «Хромакей»                                              |                                 |                         |               | Внеальбомные синглы    |
| 2024                                            | «Воскресенье»                                           |                                 |                         |               | Внеальбомные синглы    |
| 2024                                            | «Чиллдер»                                               |                                 |                         |               | Внеальбомные синглы    |
| 2025                                            | «Типаж»                                                 |                                 |                         |               | Внеальбомные синглы    |
| Символ «—» означает, что сингл не попал в чарт. |                                                         |                                 |                         |               |                        |

## Музыкальные видео

### Видеоклипы
| Год  | Клип                                              | Режиссёр                     |
| ---- | ------------------------------------------------- | ---------------------------- |
| 2018 | «Лимонад»                                         | Неизвестно                   |
| 2018 | «Всё Моё» (совместно с ANIVAR, Никитой Морозовым) | Неизвестно                   |
| 2018 | «ЗАЖИГАЙ!»                                        | Сергей Шубин                 |
| 2018 | «Beauty Bomb»                                     | Анн Белиникки, Макс Максимов |
| 2018 | «НГ»                                              | Макс Максимов                |
| 2019 | «Каждый день»                                     | Андрей Левкович              |
| 2019 | «Огонь» (при участии А4)                          | Талгат Сафаров               |
| 2019 | «Одна»                                            | Макс Максимов                |
| 2019 | «Экзамен»                                         | Талгат Сафаров               |
| 2020 | «ЧС» (при участии RUS)                            | Дмитрий Климов               |
| 2021 | «Краш Тест»                                       | Екатерина Суркова            |
| 2021 | «Шоколад» (совместно с Вашей Марусей)             | Майкл Пунга                  |
| 2023 | «Сильные девочки»                                 | Артем Туркин                 |
| 2024 | «Воскресенье»                                     | Саша Пуля                    |

### Муд-видео
| Год  | Название | Режиссёр   |
| ---- | -------- | ---------- |
| 2020 | «Boo»    | Неизвестно |

### Лирик-видео
| Год  | Название                                                | Режиссёр       |
| ---- | ------------------------------------------------------- | -------------- |
| 2018 | «Лимонад»                                               | Неизвестно     |
| 2018 | «Всё Моё» (совместно с ANIVAR и Никитой Морозовым)      | Неизвестно     |
| 2018 | «ЗАЖИГАЙ!»                                              | Неизвестно     |
| 2018 | «Beauty Bomb»                                           | Кирилл Диденок |
| 2018 | «НГ»                                                    | Неизвестно     |
| 2019 | «Каждый день»                                           | Неизвестно     |
| 2021 | «Катя, возьми телефон» (совместно с Владом Соколовским) | Неизвестно     |
| 2024 | «Танцетерапия»                                          | Неизвестно     |
| 2024 | «Хромакей»                                              | Неизвестно     |
| 2024 | «Чиллидер»                                              | Неизвестно     |